# Karimun
Karimun (indonesisch Pulau Karimun) gehört zu den indonesischen Riau-Inseln vor der Ostküste Sumatras im Malaiischen Archipel.

## Geographie
Karimun liegt östlich der vor Sumatra gelegenen Insel Rangsang, nördlich der ebenfalls vor Sumatra gelegenen Insel Kundur und ihren Nebeninseln, westlich von Batam und südwestlich von Singapur. Sie liegt am Eingang der Straße von Malakka und am südlichen Ende des Südchinesischen Meeres.
Karimun bildet seit 1999 einen Regierungsbezirk (Kabupaten) in der Provinz der Riau-Inseln. Zum Regierungsbezirk gehören auch die Inseln Kundur und Moro.
Bezirkshauptstadt ist Tanjung Balai im Süden, die eine große chinesische Gemeinschaft hat. Weitere Orte sind Malarko im Norden, Semamal im Westen und Mantang im Süden.  Die Insel hat über 150.000 Einwohner (1997).
Höchster Berg ist mit 77 Metern der Gunung Jantan im Norden der Insel.

## Wirtschaft

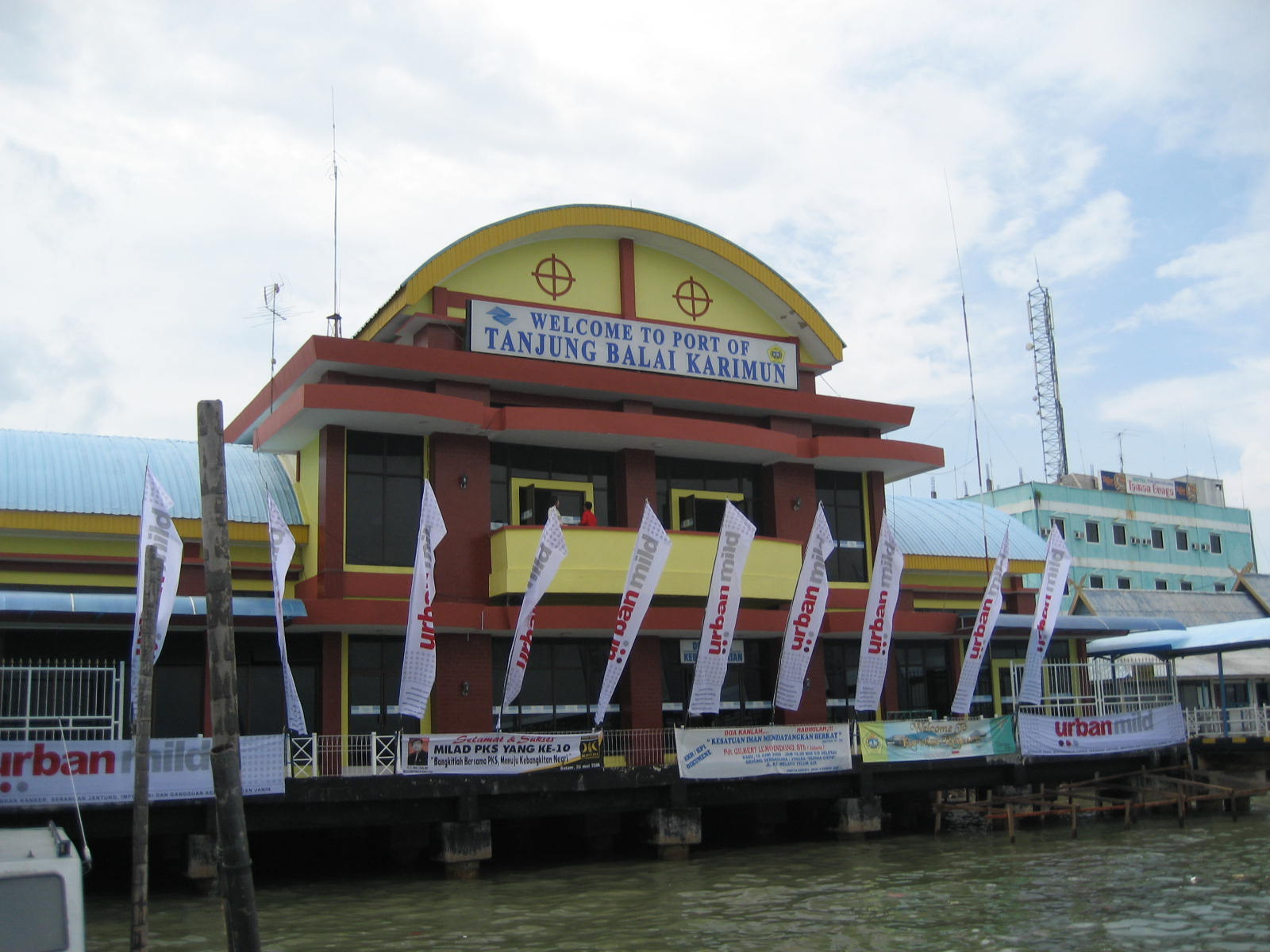
Hafen von Tanjung Balai

Früher war der Fischfang wichtig, bis er seine Bedeutung durch die Überfischung verlor. Granit wie auch Sand wurden exportiert, der Sand unter anderem zur Landgewinnung vor Singapur. 2007 wurde die Sandausfuhr beschränkt. Auf Karimun gibt es einige Schiffswerften und Öltanks. Weitere Werften und andere Industrieunternehmen sollen folgen. Zudem ist eine Freihandelszone geplant als Teil einer besonderen Wirtschaftszone in der Provinz mit Batam, Bintan und Karimun (BBK). Vorbereitungen wurden 2007 abgeschlossen.
Auf der Insel liegen die bekannten Strände Pelawan und Pongkar sowie der Wasserfall Air Terjun Pongkar. Vorgelagert sind die Urlaubsinseln Terkulai und Soreh. Karimun ist auch Ziel von Sextouristen aus Malaysia und Singapur.